# 徹奇嶺
71°49′S 167°45′E / 71.817°S 167.750°E
徹奇嶺（英語：Church Ridge）是南極洲的山嶺，位於維多利亞地的彭內爾海岸，屬於阿德默勒爾蒂山脈的一部分，全長19公里，海拔高度超過2,000米，是徹奇冰川和利安得冰川的分水嶺。